# Índice analítico de perfil

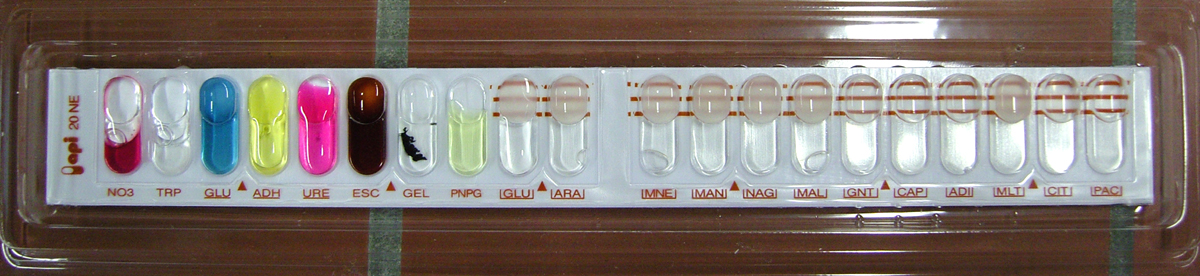
API 20NE, sistema de detección a las 24 horas de incubación.

El índice de perfil analítico (Analytical Profile Index, API) es una manera de clasificar las bacterias basada en experimentos que permite una rápida identificación. Fue inventado en 1970 en los Estados Unidos por Pierre Janin, de Analytab Products, Inc.[cita requerida] Actualmente, el sistema de pruebas API es producido por bioMérieux.[cita requerida] Este sistema introdujo una base estandarizada y miniaturizada de las pruebas bioquímicas existentes, que hasta entonces eran complicadas de hacer y difíciles de leer.
Las tiras API 20E/NE de sistema rápido de identificación combinan algunas pruebas convencionales y permiten la identificación de un número limitado de enterobacterias o no enterobacterias Gram negativas. La prueba consiste en 20 pequeños tubos o pocillos con reactivos, los cuales incluyen el sustrato. Una identificación es solo posible con un cultivo microbiológico. Para garantizar la comparabilidad de diferentes muestras hay que seguir las instrucciones del fabricante.
Antes de empezar el test, hay que estar seguro de que el cultivo es o no de enterobacterias. Para hacer la prueba, es obligatoria una prueba rápida de citocromo c oxidasa, ya que las No-Enterobacteriaceae son citocromo c oxidasa positivas y las Enterobacteriaceae son negativas. La citocromo c oxidasa es una enzima terminal de la cadena de transporte de electrones. La enzima se puede encontrar en las mitocondrias de las células eucariotas y en la membrana plasmática de muchas bacterias.
Este sistema de clasificación fue desarrollado para la rápida clasificación clínica de las bacterias más relevantes, y es por eso que solo las bacterias conocidas pueden ser identificadas.